# Nightrider (Charlie Daniels Band)
| Recensione | Giudizio |
| ---------- | -------- |
| AllMusic   |          |

Nightrider è il sesto album della The Charlie Daniels Band, pubblicato dalla Kama Sutra Records nel 1975.
L'album contiene la canzone Texas che ebbe un discreto successo di classifica .

## Tracce
Brani composti da Charlie Daniels, eccetto dove indicato.
Lato A
1. Texas – 2:58
2. Willie Jones – 3:10
3. Franklin Limestone – 5:34 (Tom Crain)
4. Evil – 2:45
5. Everything Is Kinda All Right – 5:05

Durata totale: 19:32
Lato B
1. Funky Junky – 5:00
2. Birmingham Blues – 4:37
3. Damn Good Cowboy – 4:32
4. Tomorrow's Gonna Be Another Day – 3:29

Durata totale: 17:38

## Formazione
- Charlie Daniels - chitarre, voce, fiddle, mandolino, banjo
- Joel DiGregorio - tastiere, accompagnamento vocale
- Tom Crain - chitarre, accompagnamento vocale
- Charlie Hayward - basso
- Freddie Edwards - batteria
- Don Murray - batteria

Ospiti
- Toy Caldwell - chitarra steel (brano: Damn Good Cowboy)
- Jai Johanny Johanson - conga drums (brano: Everything Is Kinda All Right)[2]